# El Roble (Sucre)
El Roble es un municipio colombiano del occidente del departamento de Sucre, en la región Caribe colombiana, ubicado en la subregión Sabanas. 

## Límites Municipales
- Norte: con Corozal y Sincé.
- Sur: con San Benito Abad.
- Oriente: con Galeras.
- Occidente: con Sampués y el departamento de Córdoba (municipio de Chinú).

## División Político-Administrativa
Aparte de su Cabecera Municipal. El Roble tiene bajo su jurisdicción los centros poblados:
- Callejón
- Cayo de Palma
- Corneta
- El Sitio
- Grillo Alegre
- Las Tablitas
- Palmital
- Patillal
- Rancho de La Cruz
- San Francisco
- Santa Rosa
- Tierra Santa
- Villavicencio

## Historia

### Fundación
En el año 1800, don Juan de la Cruz Angulo estableció los primeros solares de El Roble, llamado así por la abundancia de robles que en esa época había en la zona. Don Juan era jornalero de la Hacienda Hato Padilla, situada en San Bernardo de Padilla, sitio donde se instaló primeramente el señor Juan como cuidandero de la finca. 
Con el transcurrir de los años se asentaron otras personas originarias de Hato Nuevo, Sincé y otros lugares. Estos primeros pobladores levantaron ranchos en palma como estancias durante la semana para evitar viajar a diario a sus lugares de origen. Entre los primeros pobladores se encontraban Juan Castillo, Félix Vergara e Isabel Atencia, de donde provinieron la mayoría de los apellidos actuales.
La primera fundación probablemente tuvo escasa repercusión, pues las investigaciones sugieren que el caserío fue poblado poco después de la independencia, y que los primeros habitantes fueron realistas y españoles que buscaron refugio en esta región apartada tras el triunfo de la emancipación. El Corregimiento de El Roble fue fundado en el año 1800 por Juan de la Cruz Angulo quien fuera jornalero de la Hacienda “Hato Padilla” situada en San Bernardo de Padilla, sitio donde se instaló primeramente el Señor Juan como cuidandero de la finca. Con el transcurrir de los años se asentaron otras personas originarios de Hato Nuevo, Sincé y otros lugares, que cultivaban en esta región, los cuales levantaron ranchos en palma para estancia durante la semana y así evitaban viajar a diario a sus lugares de orígenes Entre los primeros pobladores, se encontraban Juan Castillo, Félix Vergara e Isabel Atencia, de donde provinieron la mayoría de los apellidos actuales.
En todo caso no pasó de ser un caserío pequeño cuyas regiones aledañas constituían extensos terrenos baldíos, de los que fueron apropiándose una oleada de colonos, primero provenientes de Mompox en la segunda mitad del siglo XIX, y luego por refugiados políticos después de la Guerra de los Mil días, entre 1899 y 1904. En efecto durante aquel período muchos liberales de pueblos vecinos se asentaron allí, huyendo de las arbitrariedades y persecuciones de la guerra. El pueblo fue creciendo gracias a las bondades de la actividad ganadera.
El municipio del Roble fue elevado a la categoría de municipio el 25 de junio de 1998, siendo segregado del Municipio de Corozal y algunos territorios del Municipio de San Benito Abad, comenzando funciones en enero de 2000. Es, por esto, uno de los municipios de más reciente creación del departamento de Sucre.

### SigloXXI
Luego de ser elevado a municipio por la comisión pro-municipio liderada por su primer alcalde electo popularmente (2000-2003), Eudaldo León Díaz Salgado "Tito Díaz", el 5 de abril de 2003 fue secuestrado, torturado y asesinado el 10 de abril de 2003 por autoría intelectual de Salvador Arana, quien fue gobernador del departamento de Sucre (2001-2003) y posteriormente exembajador en Chile,(2003-2004). Por meses permaneció prófugo de la justicia hasta que fue capturado el 29 de mayo de 2008. Es investigado por la muerte de Eudaldo León Díaz, primer Alcalde de El Roble, quien en un consejo comunitario realizado en Corozal el 1 de febrero de 2003, televisado a nivel nacional, le dijo ante las cámaras de todo el país, directamente al entonces presidente Álvaro Uribe Vélez que lo iban a matar, explicando cada acto de corrupción y alianzas macabras señalando con dedo a cada uno de los políticos que en ese mismo Consejo Comunal ante el presidente se encontraban. Eudaldo Díaz se resistía a ser controlado por los paramilitares que mandaban en la región y le dijo a su familia que si algo le pasaba el responsable sería Salvador Arana.
Eudaldo Díaz Salgado denunció públicamente toda la persecución jurídica y montajes de los que era víctima por parte de estos altos funcionarios confabulados y resistiéndose a ser controlado por los paramilitares que mandaban en la región y dijo ante todo el país: 

"Presidente intervenga, es una vida, yo soy un Alcalde. Primero viene mi suspensión, luego mi destitución y después mi muerte... Señor Presidente, es que a mí me van a matar".

Se fraguó un complot en su contra y desde el 5 de abril de 2003 fue desaparecido forzosamente, secuestrado, torturado y asesinado. Antes del crimen, escribió una carta y advirtió a su familia que si algo le pasaba el responsable sería Salvador Arana,entre otros. Hoy su familia sigue reclamando justicia; son víctimas de montajes, presiones, persecuciones jurídicas, hostigamientos, atentados, amenazas, desplazamiento forzado y exilio. En este caso han sido asesinados 13 testigos vinculados al caso, pero continúan las investigaciones por parte de las autoridades y no han sido judicializados todos los autores intelectuales y materiales del crimen que conllevó al estallido del escándalo de la parapolítica en Colombia.
Las versiones de varios testigos incriminan a Arana, a quien la Fiscalía lo acusa de ser el determinador del crimen. Según testigos y desmovilizados de los paramilitares Arana era una persona muy cercana al temible jefe paramilitar Rodrigo Mercado Peluffo alias "Cadena", a quien habría suministrado recursos económicos para darle muerte al alcalde Díaz. Un mesero del lugar que dio su testimonio a la Fiscalía también fue asesinado. También se le acusa a Arana de desviar dineros para conformar y financiar grupos paramilitares; en este proceso, fue asesinada la fiscal Yolanda Paternina, quien buscaba develar la estructura mafiosa de Sucre con la colaboración de Jairo Castillo alias "Pitirri". Luis Camilo Osorio quien para entonces se desempeñaba como fiscal general de la Nación, desestimó las denuncias contra Arana y firmó el auto inhibitorio para investigarlo.
El 3 de diciembre de 2009, el exgobernador Arana, fue condenado a 40 años de cárcel. Esta condena ha sentado precedente en materia jurídica sobre derechos humanos y crímenes de lesa humanidad.

## Geografía
El Roble está ubicado en la subregión de Sabanas, una amplia llanura al norte de Colombia dedicada principalmente al levante y engorde de ganado bovino. La región es irrigada por varios cursos irregulares de agua que crecen durante la época de lluvias. Tiene especial importancia el arroyo Dorada, que como los demás arroyos que pasan por el Roble, pertenece a la cuenca hidrográfica del río San Jorge.
El municipio tiene una población de 9.407 habitantes y una densidad demográfica de 45,6 hab/km². Tiene una extensión de 206,1 km².

### Hidrografía
El territorio de El Roble está bañado por una serie de arroyos y cañadas que se manifiestan como fuentes de agua superficiales temporales que corren impetuosamente después de cada precipitación; esto provoca erosión por el grado de desnudez presentada por la deforestación total de las micro cuencas. En época de invierno se encuentran aguas superficiales depositadas en represas y jagüeyes. Entre las fuentes de agua que se presentan en forma temporal se pueden mencionar los siguientes arroyos: Los Pájaros, Los Frailes, Dorada, Ramírez, Paliza, Quizamas, Padilla y Tambo.

## Medio ambiente

### Flora
La cobertura vegetal del municipio, tanto natural como plantada, incluye bosques, arbustales, humedales, pastos y cultivos. Se ha identificado una rica variedad de especies vegetales que pertenecen al bosque de galería y se localizan en las franjas emergentes a orillas de los cauces de los arroyos y corrientes estacionales, donde el nivel freático favorece la disponibilidad de agua. También predomina el bosque natural que sirve de abrigo a las especies faunísticas nativas. 
La flora predominante en el Municipio de El Roble incluye las siguientes especies: Caracolí, Campano, Cedro, Roble, Hoja Menudo, Trébol, Polvillo, Guayacán, Bálsamo Rojo, Vara de Humo, Ceiba, Bongo, Ceiba Blanca, Campano, Guamo, Camajón, Guaimaro, Orejero, Matarratón, Guacimo, Totumo, Níspero, Mango Guayaba y Mamón, entre otros. 

### Fauna
La fauna silvestre comprende todas las especies que conforman poblaciones estables e integradas en comunidades también estables. El Roble posee muchas de las especies de animales silvestres y otras necesitan reconocimiento. 
La fauna predominante del Municipio de El Roble está conformada por de la gran diversidad biológica de vertebrados, mamíferos, aves, anfibios y otros. Entre las especies más abundantes se cuentan las siguientes: Conejo, Ardilla, Guartinaja, Armadillo, Oso hormiguero, Perro de monte, Zorra pela, Perico ligero, Loro, Guacamaya, Camaleón, Iguana, Canario, Zorra perro, Perezoso, Tigrillo, Tigrillo mojoso, Mono colorado, Machín-cariblanca y Marta, entre otros.

## Economía
Las principales actividades económicas del municipio son la ganadería y en menor escala la agricultura; el arroz y la yuca son los cultivos predominantes. La cría de peces se realiza en pequeños estanques ubicados en El Sitio y Corneta y su producción atiende el mercado local. El sector comercial tiene un leve desarrollo, y en el sector artesanal se destaca la elaboración de hamacas. La cercanía de El Roble a Sincelejo y Corozal ha creado un fuerte vínculo comercial con estos municipios. 

### Ganadería
Esta actividad se da en forma extensiva, y se caracteriza por la producción de leche y venta de ganado para el mercado local. También se produce queso que es distribuido en el departamento de Córdoba y en los municipios de Corozal y Sincelejo. La mayor producción es de ganado vacuno, seguido del ganado porcino y en menor escala el caballar, mular, asnal y otros.

### Agricultura
La mayoría de los campesinos solamente cultivan para el propio consumo. Los principales productos que se dan en la región son: yuca, arroz, maíz, sésamo, plátano, el ñame, el fríjol, ahuyama, ají dulce habichuela y algunos frutales como patilla, guayaba, mango y cítricos, productos que se cultivan en pequeñas parcelas campesinas. 
El sector agrario se puede beneficiar de la cercanía de El Roble a la capital del departamento y a Corozal para comercializar sus productos. 

## Símbolos

### Bandera
La bandera o pabellón de El Roble se compone de tres franjas horizontales, la primera de doble de ancho que las otras dos. La primera franja, de color amarillo, simboliza la riqueza y el sol radiante que ilumina al municipio; la franja azul representa el agua de los arroyos y el cielo azul; y la franja verde representa las praderas, los campos, la riqueza agrícola y la esperanza en el futuro.

### Himno
| - Autor: Álvaro Flórez Flórez Coro Municipio de El Roble, la gloria la tienes tú con tus mujeres y tus hombres, la sabana y el cielo azul. Cuna de palmas de vino, que el viento ha de desafiar cuando voy por los caminos, de tarde se ven brillar. I Buscaste la independencia para tener libertad, con cultura e insistencia tenemos que progresar para reformar la tierra que estaba olvidada ya caminando siempre unidos, todos debemos actuar. II En tus inmensas llanuras, se ve el ganado pastando, qué rica es tu agricultura, los campesinos sembrando. Los frutos que da la tierra para buscar el sustento por las cosas de la vida, debemos estar contentos. | III En la piedra de padilla, fue el imperio de la Marquesita para coger el camino, que la historia necesita. Don Juan de la Cruz Angulo, nuestro ilustre fundador, tiene en nuestros corazones, un bello sitial de honor. IV Nacimos y somos hermanos con armonía y equidad, Municipio de El Roble, cada día te quiero más, con tus bonitas costumbres, eres remanso de paz, con el valor de los hombres, te vamos a reformar. V Eres tierra prodigiosa, de arroyos y vegetación pasando por Santa Rosa, Grillo Alegre y Callejón con esta bella ecología, debemos estar contentos y que viva la armonía, de todos sus corregimientos. |

## Estructura organizacional municipal
| El Roble     | El Roble    | El Roble                   |
| Departamento | Código DANE | Categoría municipal (2023) |
| ------------ | ----------- | -------------------------- |
| Sucre        | 70110       | Sexta                      |

- Personería: Es un centro del Ministerio Público de Colombia que ejerce, vigila y hace control sobre la gestión de las alcaldías y entes descentralizados; velan por la promoción y protección de los derechos humanos; vigilan el debido proceso, la conservación del medio ambiente, el patrimonio público y la prestación eficiente de los servicios públicos, garantizando a la ciudadanía la defensa de sus derechos e intereses.

- Concejo Municipal: Es la suprema autoridad política del municipio. En materia administrativa sus atribuciones son de carácter normativo. También le corresponde vigilar y hacer control político a la administración municipal. Se regulan por los reglamentos internos de la corporación en el marco de la Constitución Política Colombiana (artículo 313) y las leyes, en especial la Ley 136 de 1994 y la Ley 1551 de 2012.

Constituido por 9 concejales por un periodo de 4 años. 
- Alcaldía Municipal: En esta se encuentra la administración municipal y las entidades descentralizadas del municipio.

El Alcalde se pronuncia mediante decretos y se desempeña como representante legal, judicial y extrajudicial del municipio. El actual Alcalde municipal es Carlos Salgado Atencia (2024-2027), elegido por voto popular.
- JAL.

## Servicios públicos
- Energía Eléctrica: Afinia, del grupo EPM, es la empresa prestadora del servicio de energía eléctrica.
- Gas Natural: Surtigas es la empresa distribuidora y comercializadora de gas natural en el municipio.